# Claus Harms
Claus Harms (25. května 1778, Fahrstedt – 1. února 1855, Kiel) byl německý luterský duchovní a teolog. Byl vyhlášeným kazatelem, stoupencem luterské ortodoxie, odpůrcem teologického racionalismu a unie luterství a kalvinismu.
Působil v Lunden a v Kielu. Je mj. autorem třísvazkového díla Pastoraltheologie (1830-34).